# José María Enríquez Negreira
José María Enríquez Negreira   (Barcelona, 6 de setembre de 1945) és un exàrbitre de futbol català, en actiu des de la temporada 1975-1976 fins a la 1991-1992, que va dirigir 132 partits a Primera divisió des de la temporada 1979-1980 fins a l'any de la seva jubilació, i 9 en competicions europees. Un cop retirat, va ser vicepresident del Comitè Tècnic d'Àrbitres del 1994 al 2018.
El 1995, Enríquez Negreira va fundar l'empresa DASNIL 95 dedicada inicialment al comerç majorista de productes alimentaris, tot i que l'any 2000 va canviar el seu objecte social: serveis de publicitat per a empreses, promocions i objectes de regal, impressió de textos i realització de vídeos esportius per a la comercialització.